# 加藤順一
加藤 順一（かとう じゅんいち）は、日本の地方公務員。川崎市総務企画局長等を経て、川崎市副市長。

## 人物・経歴
1980年明治大学卒業、川崎市役所入庁。総務局室長や、総務局人事課長、総合企画局自治政策部長、建設緑政局総務部長、市民・こども局長を経て、2016年総務企画局長。2018年に藤倉茂起とともに副市長に起用され、市民文化局や、区役所を担当し、災害対策や、働き方改革などを進めた。2022年に川崎市副市長を再任される。